# Beaufort Island
Beaufort Island – wyspa wulkaniczna na morzu Rossa, leżąca 19 kilometrów na północ od Cape Bird na wyspie Rossa. Umieszczona na mapach przez Jamesa Clarka Rossa w roku 1841. Nazwana na cześć Sir Francisa Beauforta, hydrografa brytyjskiej Royal Navy.